# Grand Prix automobile d'Italie 1956
GP précédent GP suivant
Le Grand Prix d'Italie 1956 (XXVII° Gran Premio d'Italia), disputé sur le circuit de Monza le 2 septembre 1956, est la cinquante-sixième épreuve du championnat du monde de Formule 1 courue depuis 1950 et la huitième et dernière manche du championnat 1956. Il est également dénommé Grand Prix d'Europe 1956.

## Contexte avant le Grand Prix

### Le championnat du monde
Si Juan Manuel Fangio avait nettement dominé les deux premières saisons de la Formule 1 2,5 litres (moteur 2 500 cm3 atmosphérique ou 750 cm3 suralimenté, carburant libre), s'assurant les titres mondiaux 1954 et 1955 avant terme, le champion du monde argentin a connu une saison 1956 beaucoup plus mouvementée : passé chez Ferrari après le retrait de la compétition de Mercedes-Benz, il a bien souvent été victime d'incidents mécaniques l'ayant privé de la victoire. Ses deux récents succès à Silverstone et au Nürburgring lui ont toutefois permis de prendre la tête du championnat. À la veille de la dernière manche, seul son coéquipier britannique Peter Collins peut encore mathématiquement le battre, à condition de remporter la victoire et d'établir le meilleur tour lors de cette ultime épreuve, si toutefois son illustre chef de file ne termine pas dans les trois premiers. Jean Behra, pilote Maserati, sans victoire mais régulièrement aux places d'honneur, compte le même nombre de points que Collins mais ne peut plus rattraper Fangio, devant en cas de victoire décompter un de ses cinq précédents meilleurs résultats. Son équipier Stirling Moss, principal adversaire de Fangio cette saison, n'a pas connu la même réussite en dehors de sa victoire à Monaco ; il peut néanmoins viser la place de vice-champion s'il gagne à Monza. 
Ferrari et Maserati se sont partagé les victoires cette année. La domination italienne a pourtant été menacée à deux reprises (par Vanwall à Reims et par BRM à Silverstone), seuls des problèmes de fiabilité ayant empêché les constructeurs britanniques de mener la lutte à terme. Le tableau est beaucoup moins encourageant pour la construction française, la rentrée de Bugatti à Reims s'étant soldée par un cuisant échec, et Gordini étant, faute de moyens, réduit à la figuration.

### Le circuit

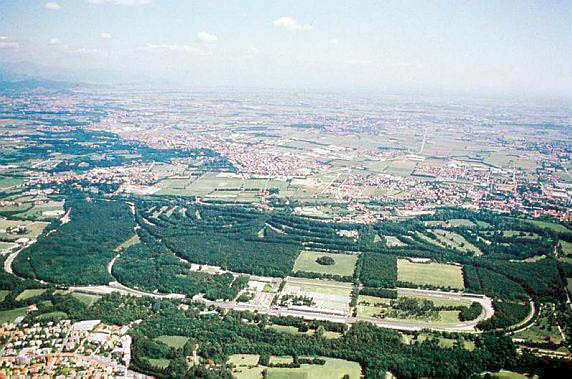
Vue aérienne de l'autodrome de Monza. Aujourd'hui abandonné, le tracé de l'anneau de vitesse reste visible sur cette photo.

Depuis sa création en 1922, le circuit de Monza est l'un des tracés les plus rapides d'Europe. Le Grand Prix d'Italie y fut assez régulièrement disputé jusqu'en 1938 sur un tracé combinant partie routière et anneau de vitesse. Endommagé durant la Seconde Guerre mondiale, il fut reconstruit en 1948, accueillant à nouveau le Grand Prix d'Italie à partir de 1949, sur la seule partie routière. Ce n'est qu'en 1955 que l'anneau de vitesse fut réutilisé, après travaux. Le circuit combiné développe 10 kilomètres, la longueur de la piste routière étant de 5,75 kilomètres, celle de l'anneau de 4,25 kilomètres, la ligne droite des stands étant divisées en deux parties d'égale largeur délimitées par des cônes de caoutchouc. À l'occasion du Grand Prix d'Italie 1955, Stirling Moss avait établi le record de la piste à plus de 215 km/h au volant de sa Mercedes de Grand Prix, à seulement quelques dixièmes de la performance officieuse réalisée par son coéquipier Juan Manuel Fangio lors des essais.

## Monoplaces en lice
- Ferrari Lancia D50 "Usine"

La Scuderia Ferrari a engagé six D50 dans leur configuration 'Syracuse' (réservoir principal de 160 litres dans la pointe arrière, coffrages latéraux intégrés au fuselage comportant les sorties d'échappement et de petits réservoirs de 35 litres). Elles sont pilotées par Juan Manuel Fangio, Peter Collins, Eugenio Castellotti, Luigi Musso  et Alfonso de Portago, déjà présents en Allemagne, la sixième voiture étant confiée à l'espoir allemand Wolfgang von Trips qui effectue ici ses débuts en championnat du monde. Dominatrice cette saison, la D50, d'origine Lancia, dispose d'un moteur V8 délivrant environ 280 chevaux à 8000 tr/min, autorisant une vitesse de pointe de 290 km/h pour cette monoplace de 645 kg.
- Maserati 250F "Usine"

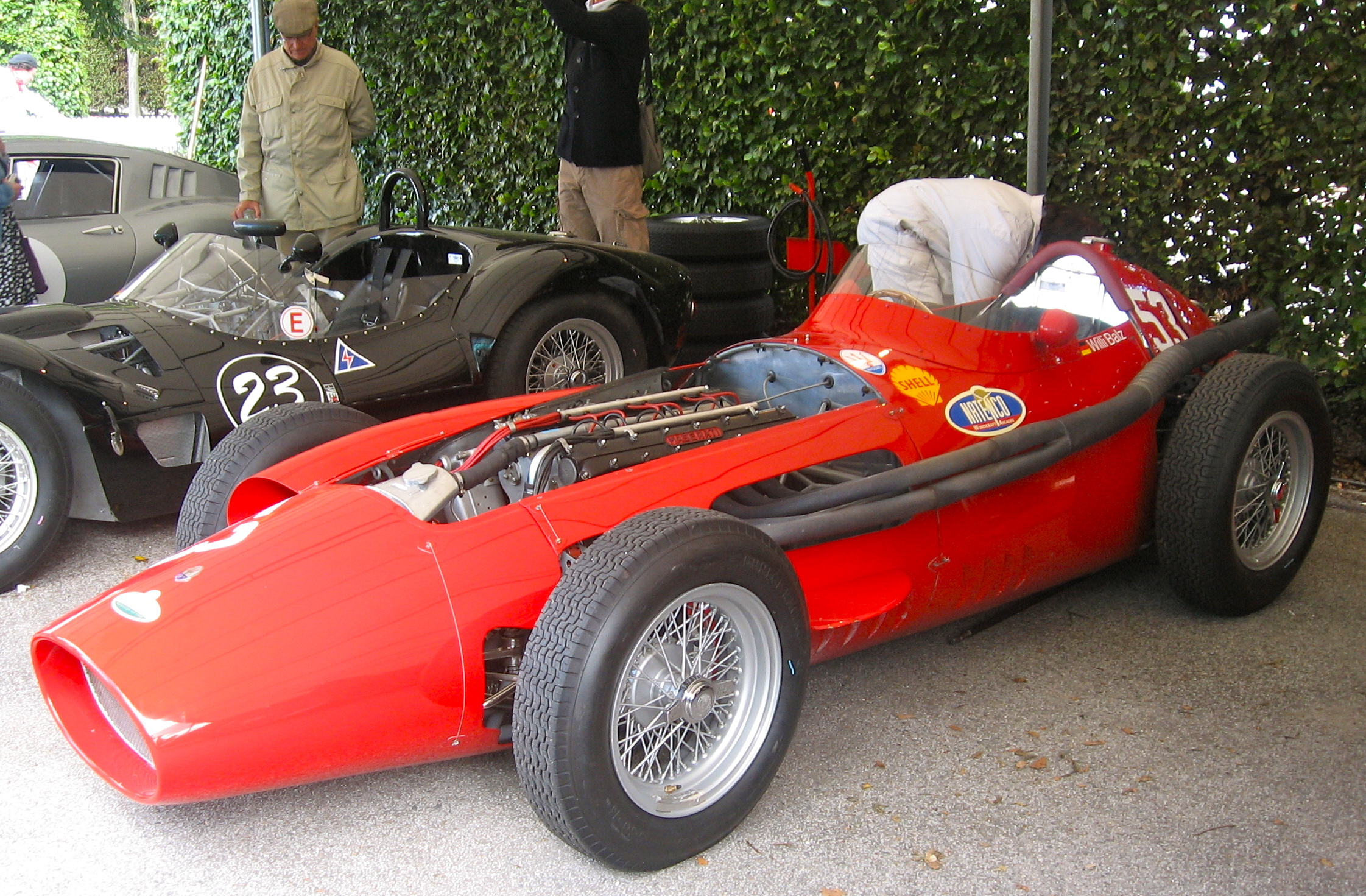
Une Maserati 250F lors d'une manifestation historique.

L'usine a engagé cinq 250F (620 kg, moteur six cylindres en ligne d'une puissance de 275 chevaux à 7600 tr/min), dont deux versions 'Offset' (moteur incliné de cinq degrés, arbre de transmission décalé), plus basses et mieux profilées que les versions standard. Stirling Moss et Jean Behra disposent de ces nouveaux châssis, épaulés par Luigi Villoresi, Francisco Godia et Umberto Maglioli sur les modèles classiques. Au côté des monoplaces officielles, sept Maserati privées sont également inscrites, aux mains d'Emmanuel de Graffenried, Luigi Piotti, Gerino Gerini, Roy Salvadori, Bruce Halford, Louis Rosier et Horace Gould, mais ces deux derniers déclareront forfait.
- Vanwall VW56 "Usine"

Après avoir fait l'impasse sur l'épreuve du Nürburgring, Tony Vandervell a engagé trois voitures pour la dernière épreuve du championnat. Comme à Silverstone, Harry Schell dispose du châssis VW2 et Maurice Trintignant du châssis VW4. Le châssis VW1 a cette fois été confié au vétéran italien Piero Taruffi, qui connaît parfaitement le circuit de Monza. Pesant 570 kg à vide, dotées d'un moteur à quatre cylindres alimenté par injection développant plus de 280 chevaux, les Vanwall '1956' se montrent particulièrement redoutables sur les pistes rapides.
- Connaught B "Usine"

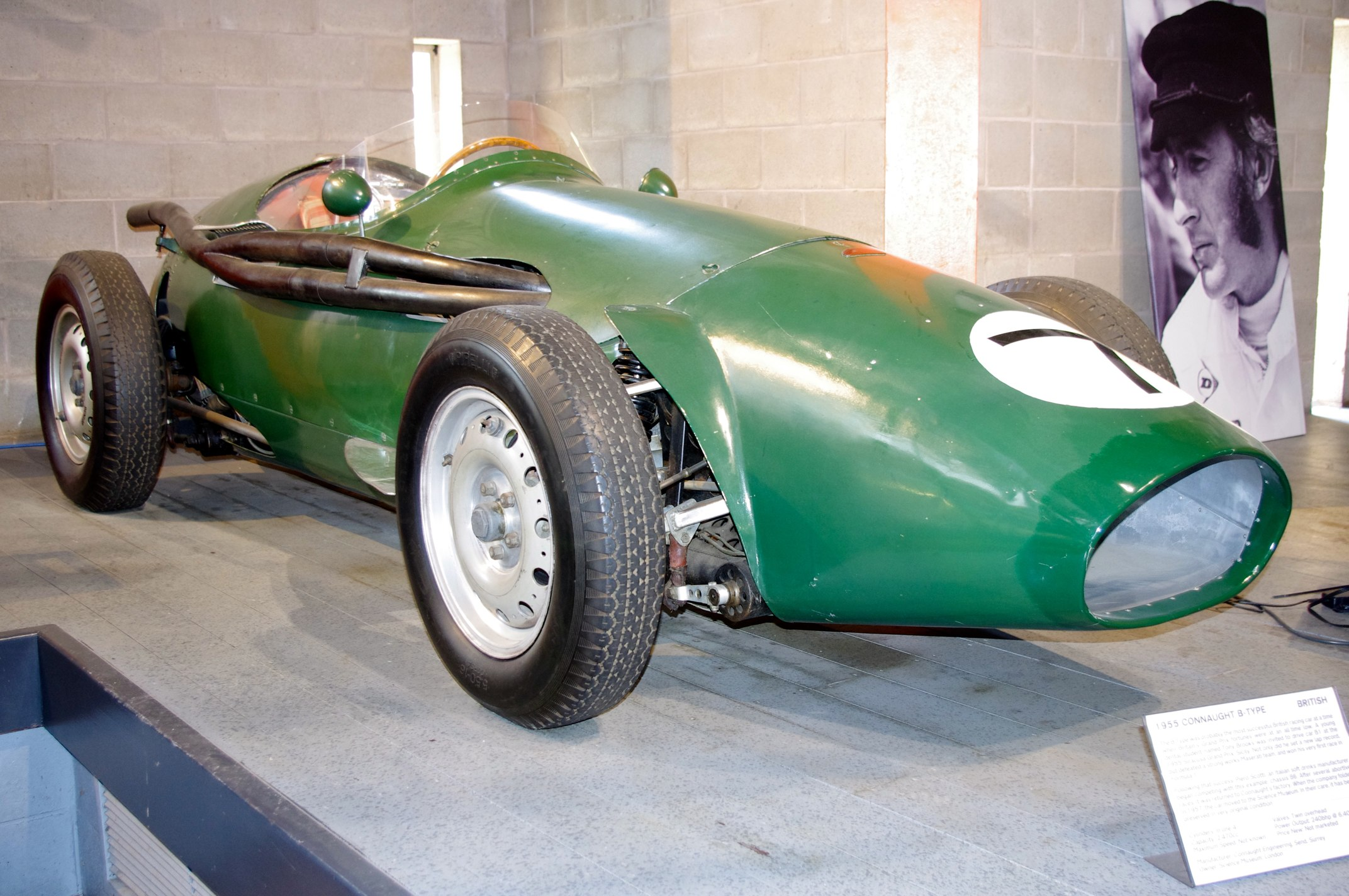
Une Connaught Type B

Pour la saison 1956, Connaught s'est concentré sur les épreuves britanniques, le Grand Prix d'Italie va constituer le seul engagement continental de la marque qui a préparé trois monoplaces 'Type B' (590 kg, freins à disques, moteur quatre cylindres Alta développant 250 chevaux à 6800 tr/min) pour Les Leston, Jack Fairman et Archie Scott Brown. Les organisateurs vont toutefois refuser l'engagement de ce dernier à cause de son handicap aux jambes et au bras droit, et il sera remplacé sur le fil par Ron Flockhart.
- Gordini T32 & T16 "Usine"

La petite équipe française est au bord du dépôt de bilan. Amédée Gordini a néanmoins engagé ses deux monoplaces de Type 32, à moteur huit cylindres donné pour environ 245 chevaux à 8000 tr/min<. Elles sont pilotées par Robert Manzon et Hermano da Silva Ramos. Accusant 700 kg à vide, elles ne peuvent espérer un résultat tangible. Il en va de même pour l'ancienne Type 16 à moteur quatre cylindres (210 chevaux), confiée à André Simon.

## Coureurs inscrits
| no | Pilote                           | Écurie                    | Constructeur | Modèle                        | Moteur      | Pneumatiques |
| -- | -------------------------------- | ------------------------- | ------------ | ----------------------------- | ----------- | ------------ |
| 2  | Les Leston                       | Connaught Engineering     | Connaught    | Connaught B                   | Alta L4     | P            |
| 4  | Archie Scott Brown Ron Flockhart | Connaught Engineering     | Connaught    | Connaught B                   | Alta L4     | P            |
| 6  | Jack Fairman                     | Connaught Engineering     | Connaught    | Connaught B                   | Alta L4     | P            |
| 8  | Hermano da Silva Ramos           | Équipe Gordini            | Gordini      | Gordini T32                   | Gordini L8  | E            |
| 10 | Robert Manzon                    | Équipe Gordini            | Gordini      | Gordini T32                   | Gordini L8  | E            |
| 12 | André Simon                      | Équipe Gordini            | Gordini      | Gordini T16                   | Gordini L6  | E            |
| 14 | Emmanuel de Graffenried          | Scuderia Centro Sud       | Maserati     | Maserati 250F                 | Maserati L6 | P            |
| 16 | Piero Taruffi                    | Vandervell Products       | Vanwall      | Vanwall VW56                  | Vanwall L4  | P            |
| 18 | Harry Schell                     | Vandervell Products       | Vanwall      | Vanwall VW56                  | Vanwall L4  | P            |
| 20 | Maurice Trintignant              | Vandervell Products       | Vanwall      | Vanwall VW56                  | Vanwall L4  | P            |
| 22 | Juan Manuel Fangio               | Scuderia Ferrari          | Ferrari      | Ferrari Lancia D50 'Syracuse' | Ferrari V8  | E            |
| 24 | Eugenio Castellotti              | Scuderia Ferrari          | Ferrari      | Ferrari Lancia D50 'Syracuse' | Ferrari V8  | E            |
| 26 | Peter Collins                    | Scuderia Ferrari          | Ferrari      | Ferrari Lancia D50 'Syracuse' | Ferrari V8  | E            |
| 28 | Luigi Musso                      | Scuderia Ferrari          | Ferrari      | Ferrari Lancia D50 'Syracuse' | Ferrari V8  | E            |
| 30 | Alfonso de Portago               | Scuderia Ferrari          | Ferrari      | Ferrari Lancia D50 'Syracuse' | Ferrari V8  | E            |
| 32 | Jean Behra                       | Officine Alfieri Maserati | Maserati     | Maserati 250F 'Offset'        | Maserati L6 | P            |
| 34 | Luigi Villoresi                  | Officine Alfieri Maserati | Maserati     | Maserati 250F                 | Maserati L6 | P            |
| 36 | Stirling Moss                    | Officine Alfieri Maserati | Maserati     | Maserati 250F 'Offset'        | Maserati L6 | P            |
| 38 | Francisco Godia                  | Officine Alfieri Maserati | Maserati     | Maserati 250F                 | Maserati L6 | P            |
| 40 | Luigi Piotti                     | Privé                     | Maserati     | Maserati 250F                 | Maserati L6 | P            |
| 42 | Gerino Gerini                    | Scuderia Guastalla        | Maserati     | Maserati 250F                 | Maserati L6 | P            |
| 44 | Roy Salvadori                    | Gilby Engineering         | Maserati     | Maserati 250F                 | Maserati L6 | D            |
| 46 | Umberto Maglioli                 | Officine Alfieri Maserati | Maserati     | Maserati 250F                 | Maserati L6 | P            |
| 48 | Bruce Halford                    | Privé                     | Maserati     | Maserati 250F                 | Maserati L6 | D            |
| 50 | Wolfgang von Trips               | Scuderia Ferrari          | Ferrari      | Ferrari Lancia D50 'Syracuse' | Ferrari V8  | E            |
| 52 | Louis Rosier                     | Écurie Rosier             | Maserati     | Maserati 250F                 | Maserati L6 | P            |
| 54 | Horace Gould                     | Gould's Garage            | Maserati     | Maserati 250F                 | Maserati L6 | P            |

## Qualifications
Les qualifications ont lieu les vendredi et samedi précédant la course. Dès la première séance, les Ferrari se montrent les plus rapides, malgré la détérioration très rapide de leurs pneus Englebert sur l'anneau de vitesse. Juan Manuel Fangio domine la session, établissant le temps record de 2 min 21 s 6, à plus de 221 km/h de moyenne, devançant nettement ses coéquipiers Eugenio Castellotti et Luigi Musso. Le samedi, la séance débute juste après une averse, et personne ne va être en mesure d'approcher les chronos réalisés par Fangio la veille. Les pilotes Maserati et Vanwall améliorent cependant leurs temps. Après un spectaculaire passage sur l'anneau de vitesse (où il égale le record de 59 s sur cette portion, soit près de 260 km/h, réalisé la veille par Fangio), Piero Taruffi réalise une performance qui lui vaut une place à la corde de la seconde ligne, le vétéran italien ayant frôlé la perte de contrôle de sa très rapide Vanwall. Il devance de quelques dixièmes les Maserati profilées de Jean Behra et de Stirling Moss, qui complètent la deuxième ligne de la grille de départ. Débutant au sein de l'équipe Ferrari, le pilote allemand Wolfgang von Trips a effectué une spectaculaire sortie de piste dans la Curva Grande, détruisant complètement sa monoplace. Il en sort indemne, mais ne pourra participer à la course. Jugeant l'inexpérimenté pilote responsable, le directeur sportif Ferrari ne prend même pas la peine de faire examiner l'épave ; il s’avérera cependant par la suite que la cause de l'accident était la casse d'un bras de direction !

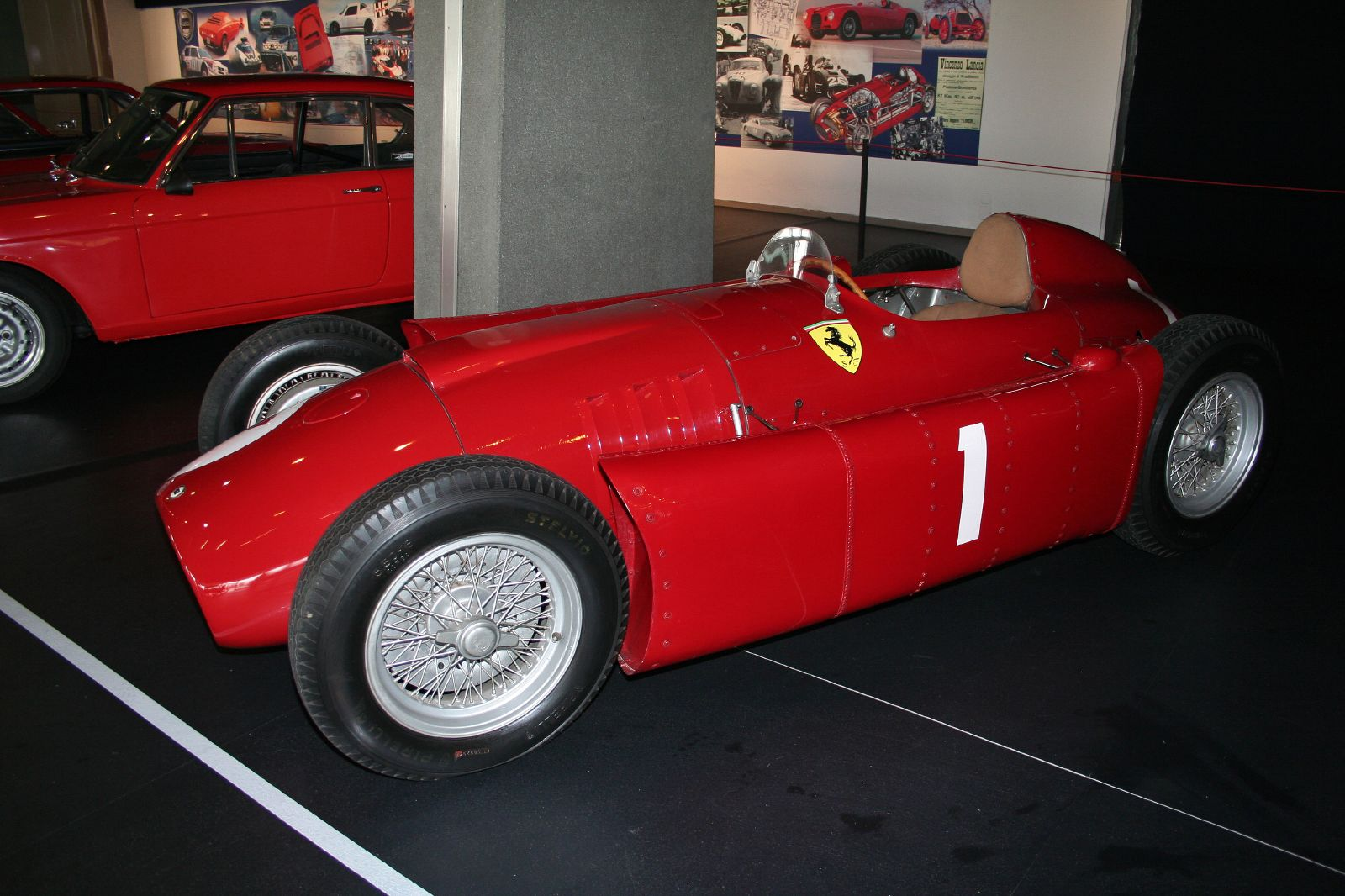
Les Lancia-Ferrari D50 se sont montrées les plus rapides aux essais

| Pos. | Pilote                  | Écurie    | Temps        | Écart    |
| ---- | ----------------------- | --------- | ------------ | -------- |
| 1    | Juan Manuel Fangio      | Ferrari   | 2 min 42 s 6 | -        |
| 2    | Eugenio Castellotti     | Ferrari   | 2 min 43 s 4 | + 0 s 8  |
| 3    | Luigi Musso             | Ferrari   | 2 min 43 s 7 | + 1 s 1  |
| 4    | Piero Taruffi           | Vanwall   | 2 min 45 s 4 | + 2 s 8  |
| 5    | Jean Behra              | Maserati  | 2 min 45 s 6 | + 3 s 0  |
| 6    | Stirling Moss           | Maserati  | 2 min 45 s 9 | + 3 s 3  |
| 7    | Peter Collins           | Ferrari   | 2 min 46 s 0 | + 3 s 4  |
| 8    | Luigi Villoresi         | Maserati  | 2 min 47 s 7 | + 5 s 1  |
| 9    | Alfonso de Portago      | Ferrari   | 2 min 47 s 8 | + 15 s 2 |
| 10   | Harry Schell            | Vanwall   | 2 min 50 s 1 | + 7 s 5  |
| 11   | Maurice Trintignant     | Vanwall   | 2 min 51 s 6 | + 9 s 0  |
| 12   | Umberto Maglioli        | Maserati  | 2 min 52 s 7 | + 10 s 1 |
| 13   | Roy Salvadori           | Maserati  | 2 min 54 s 6 | + 12 s 0 |
| 14   | Luigi Piotti            | Maserati  | 2 min 58 s 4 | + 15 s 8 |
| 15   | Jack Fairman            | Connaught | 2 min 59 s 2 | + 16 s 6 |
| 16   | Gerino Gerini           | Maserati  | 3 min 02 s 6 | + 20 s 0 |
| 17   | Francisco Godia         | Maserati  | 3 min 02 s 9 | + 20 s 3 |
| 18   | Emmanuel de Graffenried | Maserati  | 3 min 03 s 3 | + 20 s 7 |
| 19   | Les Leston              | Connaught | 3 min 04 s 3 | + 21 s 7 |
| 20   | Hermano da Silva Ramos  | Gordini   | 3 min 04 s 8 | + 22 s 2 |
| 21   | Bruce Halford           | Maserati  | 3 min 05 s 0 | + 22 s 4 |
| 22   | Robert Manzon           | Gordini   | 3 min 06 s 6 | + 24 s 0 |
| 23   | Ron Flockhart           | Connaught | 3 min 08 s 1 | + 25 s 5 |
| 24   | André Simon             | Gordini   | 3 min 13 s 3 | + 30 s 7 |

## Grille de départ du Grand Prix
| 1re ligne |                                   |  | Pos. 3                           |  | Pos. 2                           |  | Pos. 1                          |
|           |                                   |  | Musso Ferrari 2 min 43 s 7       |  | Castellotti Ferrari 2 min 43 s 4 |  | Fangio Ferrari 2 min 42 s 6     |
| 2e ligne  | Pos. 6                            |  | Pos. 5                           |  | Pos. 4                           |  |                                 |
|           | Moss Maserati 2 min 45 s 9        |  | Behra Maserati 2 min 45 s 6      |  | Taruffi Vanwall 2 min 45 s 4     |  |                                 |
| 3e ligne  |                                   |  | Pos. 9                           |  | Pos. 8                           |  | Pos. 7                          |
|           |                                   |  | Portago Ferrari 2 min 47 s 8     |  | Villoresi Maserati 2 min 47 s 7  |  | Collins Ferrari 2 min 46 s 0    |
| 4e ligne  | Pos. 12                           |  | Pos. 11                          |  | Pos. 10                          |  |                                 |
|           | Maglioli Maserati 2 min 52 s 7    |  | Trintignant Vanwall 2 min 51 s 6 |  | Schell Vanwall 2 min 50 s 1      |  |                                 |
| 5e ligne  |                                   |  | Pos. 15                          |  | Pos. 14                          |  | Pos. 13                         |
|           |                                   |  | Fairman Connaught 2 min 59 s 2   |  | Piotti Maserati 2 min 58 s 4     |  | Salvadori Maserati 2 min 54 s 6 |
| 6e ligne  | Pos. 18                           |  | Pos. 17                          |  | Pos. 16                          |  |                                 |
|           | Graffenried Maserati 3 min 03 s 3 |  | Godia Maserati 3 min 02 s 9      |  | Gerini Maserati 3 min 02 s 6     |  |                                 |
| 7e ligne  |                                   |  | Pos. 21                          |  | Pos. 20                          |  | Pos. 19                         |
|           |                                   |  | Halford Maserati 3 min 05 s 0    |  | Silva Ramos Gordini 3 min 04 s 8 |  | Leston Connaught 3 min 04 s 3   |
| 8e ligne  | Pos. 24                           |  | Pos. 23                          |  | Pos. 22                          |  |                                 |
|           | Simon Gordini 3 min 13 s 3        |  | Flockhart Connaught 3 min 08 s 1 |  | Manzon Gordini 3 min 06 s 6      |  |                                 |

## Déroulement de la course
Il fait chaud mais le ciel est couvert lorsque le départ est donné le dimanche après-midi. Dans l'équipe Vanwall, il a été décidé de faire partir les pilotes avec un réservoir à demi rempli. De l'extérieur de la première ligne, Luigi Musso (Ferrari) est le plus prompt à s'élancer, entraînant dans son sillage ses coéquipiers Eugenio Castellotti et Juan Manuel Fangio. Malgré les recommandations préalables de Fangio au sujet de l'usure des pneumatiques, les deux pilotes italiens de la Scuderia se livrent d'emblée à un duel sans merci devant leur public, se disputant chaque pouce de terrain. Musso mène toujours d'une courte tête devant Castellotti lorsque les trois Ferrari débouchent ensemble de la parabolique. Elles passent en trombe devant les stands avant d'attaquer l'anneau de vitesse. Les deux fougueux italiens l'abordent à fond, alors que Fangio, sagement, se tient légèrement en retrait. Castellotti et Musso bouclent le premier tour pratiquement côte à côte, le second reprenant l'avantage à l'abord de la Curva Grande. Fangio suit de près, talonné par la Vanwall d'Harry Schell, la Ferrari
de Peter Collins et la Maserati de Stirling Moss. Alors que les deux hommes de tête continuent à attaquer à outrance, prenant les bordures, bloquant les roues à chaque freinage, Fangio lève un peu le pied, ce dont profite Schell pour prendre la troisième place. Aux tours suivants, les organisateurs ont le plus grand mal à afficher le classement, Castellotti et Musso ne parvenant pas à se départager, tandis que dans le groupe des poursuivants comprenant Schell, Fangio, Collins et Moss l'ordre change continuellement. Inquiet de l'avance prise par les deux leaders, Collins se porte un instant à la hauteur de son coéquipier Fangio, l'interrogeant du geste sur l'allure à adopter ; le champion argentin lui fait aussitôt signe de s'en tenir à un rythme raisonnable et Collins reprend sa place derrière son chef de file.
La clairvoyance de Fangio est bientôt vérifiée : au milieu du cinquième tour, les Ferrari de Castellotti et Musso s'extraient de la parabolique avec le pneu arrière gauche en lambeaux ! Les deux pilotes s'engouffrent dans le stand, hurlant des ordres à leurs mécaniciens. Le remplacement des roues s'effectue aussi vite que possible, moins d'une minute après les deux monoplaces reprennent leur ronde infernale, Castellotti étant désormais treizième juste devant la Connaught de Ron Flockhart et la voiture sœur de Musso. Moss fait alors le forcing et prend la tête de la course devant Schell, Fangio et Collins. Au tour suivant, c'est Alfonso de Portago, sur la cinquième Ferrari, qui est victime de l'éclatement d'un pneu dans l'un des deux virages relevés. Après une terrible embardée, le pilote espagnol parvient à maintenir sa voiture sur la piste, avant de la ramener lentement au stand pour abandonner, suspension endommagée. Schell parvient à plusieurs à se porter momentanément en tête, mais sur l'anneau de vitesse la Maserati est nettement plus stable que la Vanwall, permettant à Moss de pointer à la première place à la fin de chaque tour. À moins d'une seconde suivent Fangio et Collins, scrutant régulièrement l'état de leurs pneus arrière qu'ils ménagent particulièrement, contrairement à leurs coéquipiers Musso et Castellotti , repartis le couteau entre les dents ! Ce qui vaut à Castellotti une nouvelle frayeur, son pneu arrière gauche éclatant une nouvelle fois à la sortie de l'anneau de vitesse, à environ 270 km/h ; la Ferrari exécute une impressionnante série de tête-à-queue avant de s'immobiliser dans l'herbe non loin des stands. Choqué mais indemne, le pilote italien doit renoncer, direction endommagée. Au même moment, Piero Taruffi, qui occupait une belle cinquième place sur sa Vanwall, s'arrête à son stand pour un problème de suspension. Après examen, il peut repartir mais renoncera peu après à cause d'une fuite d'huile.

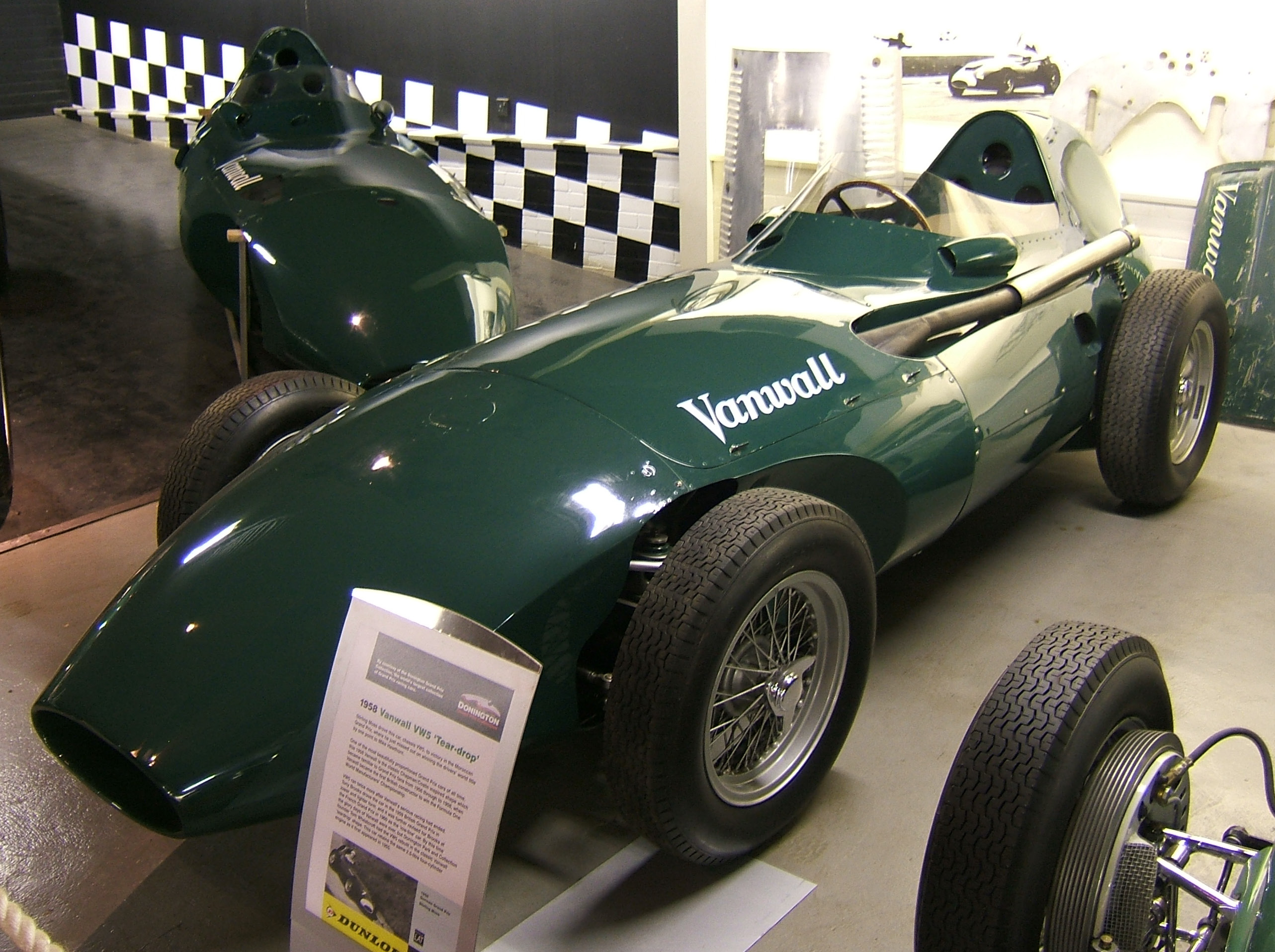
Très profilée, la Vanwall permet à Harry Schell de se mettre en évidence sur la piste de Monza.

Devant, la lutte entre les deux premiers tient le public en haleine. À l'issue de la onzième boucle, Schell parvient à déborder Moss devant les stands. Dans ce même tour, Collins, également victime d'un pneu éclaté, a dû s'arrêter au stand. La voiture n'ayant subi aucun dommage, le changement de roues s'effectue rapidement, le pilote britannique reprenant la piste en huitième position derrière son coéquipier Musso. Sur l'anneau de vitesse, Moss reprend bientôt la tête, son adversaire devant lever légèrement le pied dans les virages relevés, la Vanwall se déportant à l'extrême limite de la piste. Aux tours suivants, Schell parvient à plusieurs reprises à déborder Moss, mais à chaque passage devant les stands le Britannique a repris un léger avantage, tandis que Fangio suit de très près les deux leaders. Depuis l'arrêt de Collins, la Maserati de Jean Behra est quatrième, précédant la Vanwall de Maurice Trintignant. Les deux pilotes français comptent déjà plusieurs dizaines de secondes de retard sur les trois premiers. Au quatorzième tour, Trintignant abandonne, suspension endommagée, offrant la cinquième place à Musso, auteur d'une spectaculaire remontée, qui vient de déborder la Maserati d'Umberto Maglioli. Au dix-huitième tour, Musso dépasse Behra pour le gain de la quatrième place. La bataille est alors toujours aussi intense au sein du trio de tête mais au passage suivant, alors que Moss et Schell déboulent roues dans roues, Fangio ralentit et regagne péniblement son stand, la direction de la Ferrari étant complètement déréglée. Une longue réparation est nécessaire et Fangio s'extrait du cockpit, se tenant prêt à relayer un de ses coéquipiers. La voiture repartira finalement très attardée aux mains de Castellotti, après remplacement du bras de direction.
Le classement est alors le suivant : derrière Moss et Schell qui dominent largement la course, Musso occupe désormais la troisième place à plus de vingt secondes. Behra, quatrième, précède Collins qui vient de dépasser Maglioli. Une soudaine averse va permettre à Moss, toujours très habile sur piste mouillée, de se détacher de Schell. Trois tours plus tard, lorsque la pluie cesse, le champion britannique possède dix secondes d'avance sur son poursuivant. Peu après, Behra abandonne à cause d'un problème d'allumage. À la mi-course, Moss a porté son avance sur Schell à douze secondes, Musso étant à près de vingt-neuf secondes, précédant d'une minute son coéquipier Collins. Respectivement cinquième et sixième, Maglioli et Flockhart comptent plus d'un tour de retard. Trois boucles plus tard, Schell rejoint son stand pour un ravitaillement en carburant, et reprend la course en troisième position, derrière Musso. Peu après, ce dernier est rappelé au stand par son équipe pour contrôle des pneus. Le remplacement d'une roue avant s'avère nécessaire ; durant l'intervention des mécaniciens, le directeur sportif de la Scuderia a demandé à Musso de céder le volant à Fangio, mais le fier pilote italien est resté dans son cockpit. Il redémarre en trombe sans avoir perdu sa seconde place. Derrière lui, 
Schell ne parvient pas à retrouver son rythme de début de course, sa Vanwall ne se montrant plus aussi performante. Il se fait bientôt dépasser par Collins, avant d'abandonner un peu plus tard, transmission hors d'usage.
Moss compte désormais plus d'une minute d'avance sur Musso, une minute et demie sur Collins, seuls ces trois pilotes étant dans le même tour, bien loin devant Flockart et Behra, ce dernier ayant relayé Maglioli. Collins regagne bientôt son stand pour examen des pneumatiques. Spontanément, il cède sa place à Fangio, abandonnant toute chance de remporter le championnat du monde. Très touché par ce geste, Fangio remercie d'une bourrade et reprend la course en troisième position, bien décidé, malgré son retard, à mettre la pression sur les deux pilotes le précédant. En tête Moss ne semble cependant pas menacé. À dix tours de la fin, il contrôle parfaitement la situation, son avance sur Musso étant toujours de plus d'une minute. À deux reprises, il se permet même de battre le record du tour, à plus de 217 km/h de moyenne. La course semble jouée quand, à cinq tours de l'arrivée, la Maserati de tête ralentit soudainement, à court de carburant ! Il va manquer cent mètres à Moss pour parvenir à rentrer sur son élan. Par chance le pilote italien Luigi Piotti, qui court sur une Maserati privée, comprend la situation et s'entend avec le pilote britannique pour se placer juste derrière lui et le pousser jusqu'à son stand (une manœuvre alors interdite, les deux hommes ne faisant pas partie de la même équipe). Le temps de remettre vingt-cinq litres dans le réservoir et la Ferrari de Musso est passée en tête. Malgré un pneu arrière très usé, Moss repart immédiatement à l'attaque, pris en sandwich entre Musso dont l'avance est d'environ vingt-cinq secondes et Fangio, extrêmement rapide, revenu à une vingtaine de secondes. Musso pense avoir course gagnée, quand à trois tours de la fin, à la sortie de la courbe sud, le bras de direction gauche casse et le pneu éclate ! L'Italien parvient à garder le contrôle et à éviter la sortie de route, stoppant sa voiture près du poste de panneautage de son équipe. Extrêmement choqué, il fond en larmes en s'extirpant de son cockpit. Moss retrouve la tête de la course. Il vient d'établir un nouveau record du tour à 217,5 km/h de moyenne, mais son stand lui demande de ralentir pour préserver ses pneumatiques et il reste menacé par Fangio, à vingt secondes, qui enchaîne les tours rapides. À deux tours de l'arrivée l'écart est encore de quinze secondes. Puis de dix à l'abord de l'ultime boucle. Le champion argentin semble fondre sur sa proie. À la sortie de la parabolique, pilotant à l'extrême limite, il a encore repris deux secondes. Il engage une dernière fois sa Ferrari dans l'anneau de vitesse, si rapidement que le public a l'impression que la Maserati ne pourra résister. Sur les quatre derniers kilomètres, le champion argentin, déchaîné, reprend encore plus de deux secondes à son adversaire, mais c'est insuffisant pour empêcher Moss de remporter sa seconde victoire de la saison, au terme d'une course passionnante, qui se solde par un quatrième titre mondial pour Fangio. Les deux pilotes reçoivent une véritable ovation du public et les rumeurs de disqualification de Moss pour aide extérieure vont être rapidement dissipées, les commissaires finissant par considérer Piotti comme membre de l'équipe Maserati ! Seules deux voitures ont terminé dans le même tour, Flockhart, troisième au terme d'une course très régulière, terminant à un tour et demi du vainqueur.

### Classements intermédiaires
Classements intermédiaires des monoplaces aux premier, troisième, cinquième, dixième, quinzième, vingtième, vingt-cinquième, trentième, trente-cinquième, quarantième, quarante-cinquième et quarante-septième tours.

### Classement de la course
| Pos  | No | Pilote                                 | Écurie         | Tours | Temps/Abandon                 | Grille | Points |
| ---- | -- | -------------------------------------- | -------------- | ----- | ----------------------------- | ------ | ------ |
| 1    | 36 | Stirling Moss                          | Maserati       | 50    | 2 h 23 min 41 s 3             | 6      | 9      |
| 2    | 26 | Peter Collins Juan Manuel Fangio       | Ferrari        | 50    | 2 h 23 min 47 s 0 (+ 5 s 7)   | 7      | 3      |
| 3    | 4  | Ron Flockhart                          | Connaught-Alta | 49    | 2 h 25 min 20 s 9 (+ 1 tour)  | 23     | 4      |
| 4    | 38 | Francisco Godia                        | Maserati       | 49    | 2 h 26 min 20 s 2 (+ 1 tour)  | 17     | 3      |
| 5    | 6  | Jack Fairman                           | Connaught-Alta | 47    | 2 h 23 min 53 s 2 (+ 3 tours) | 15     | 2      |
| 6    | 40 | Luigi Piotti                           | Maserati       | 47    | 2 h 26 min 23 s 2 (+ 3 tours) | 14     |        |
| 7    | 14 | Emmanuel de Graffenried                | Maserati       | 46    | 2 h 25 min 18 s 3 (+ 4 tours) | 18     |        |
| 8    | 22 | Juan Manuel Fangio Eugenio Castellotti | Ferrari        | 46    | 2 h 25 min 41 s 4 (+ 4 tours) | 1      |        |
| 9    | 12 | André Simon                            | Gordini        | 45    | 2 h 25 min 42 s 3 (+ 5 tours) | 24     |        |
| 10   | 42 | Gerino Gerini                          | Maserati       | 42    | 2 h 25 min 44 s 4 (+ 8 tours) | 16     |        |
| 11   | 44 | Roy Salvadori                          | Maserati       | 41    | 2 h 24 min 08 s 1 (+ 9 tours) | 13     |        |
| Abd. | 28 | Luigi Musso                            | Ferrari        | 47    | Direction                     | 3      |        |
| Abd. | 46 | Umberto Maglioli Jean Behra            | Maserati       | 42    | Direction                     | 12     |        |
| Abd. | 18 | Harry Schell                           | Vanwall        | 32    | Transmission                  | 10     |        |
| Abd. | 32 | Jean Behra                             | Maserati       | 23    | Magnéto                       | 5      |        |
| Abd. | 48 | Bruce Halford                          | Maserati       | 16    | Moteur                        | 21     |        |
| Abd. | 20 | Maurice Trintignant                    | Vanwall        | 13    | Suspension                    | 11     |        |
| Abd. | 16 | Piero Taruffi                          | Vanwall        | 12    | Fuite d'huile                 | 4      |        |
| Abd. | 24 | Eugenio Castellotti                    | Ferrari        | 9     | Crevaison                     | 2      |        |
| Abd. | 34 | Luigi Villoresi Jo Bonnier             | Maserati       | 7     | Moteur                        | 8      |        |
| Abd. | 10 | Robert Manzon                          | Gordini        | 7     | Châssis                       | 22     |        |
| Abd. | 30 | Alfonso de Portago                     | Ferrari        | 6     | Crevaison                     | 9      |        |
| Abd. | 2  | Les Leston                             | Connaught-Alta | 6     | Suspension                    | 19     |        |
| Abd. | 8  | Hermano da Silva Ramos                 | Gordini        | 3     | Moteur                        | 20     |        |
| Np.  | 4  | Archie Scott-Brown                     | Connaught-Alta |       | Veto des organisateurs        | -      |        |
| Np.  | 50 | Wolfgang von Trips                     | Ferrari        |       | Accident aux essais           | -      |        |

Légende :
- Abd.= Abandon - Np.= Non partant

### Pole position et record du tour
- Pole position :  Juan Manuel Fangio en 2 min 42 s 6 (vitesse moyenne : 221,402 km/h). Temps réalisé lors de la séance d'essais du vendredi 31 août[11].
- Meilleur tour en course :  Stirling Moss en 2 min 45 s 5 (vitesse moyenne : 217,523 km/h) au quarante-septième tour.

### Tours en tête
- Eugenio Castellotti : 4 tours (1-4)
- Stirling Moss : 43 tours (5-10 / 12-45 / 48-50)
- Harry Schell : 1 tour (11)
- Luigi Musso  : 2 tours (46-47)

## Classement final du championnat
- attribution des points : 8, 6, 4, 3, 2 respectivement aux cinq premiers de chaque épreuve et 1 point supplémentaire pour le pilote ayant accompli le meilleur tour en course (signalé par un astérisque)
- Le règlement permet aux pilotes de se relayer sur une même voiture, les points éventuellement acquis étant alors partagés. En Argentine, Musso et Fangio marquent chacun quatre points pour leur victoire, Landi et Gerini marquent chacun un point et demi pour leur quatrième place. À Monaco, Collins et Fangio marquent chacun trois points pour leur seconde place, Castellotti un point et demi pour la quatrième place partagée avec Fangio, ce dernier ne pouvant cumuler avec les points de sa seconde place. En Belgique, Perdisa et Moss marquent chacun deux points pour leur troisième place. En France, les mêmes Perdisa et Moss marquent chacun un point pour leur cinquième place. En Grande-Bretagne, Portago et Collins marquent chacun trois points pour leur seconde place. En Italie, Collins et Fangio marquent chacun trois points pour leur seconde place.
- Seuls les cinq meilleurs résultats sont comptabilisés. Juan Manuel Fangio doit donc décompter les trois points acquis en Italie, totalisant trente points effectifs pour trente-trois points marqués. De même, Stirling Moss doit décompter le point acquis en Grande-Bretagne, totalisant vingt-sept points effectifs pour vingt-huit points marqués.

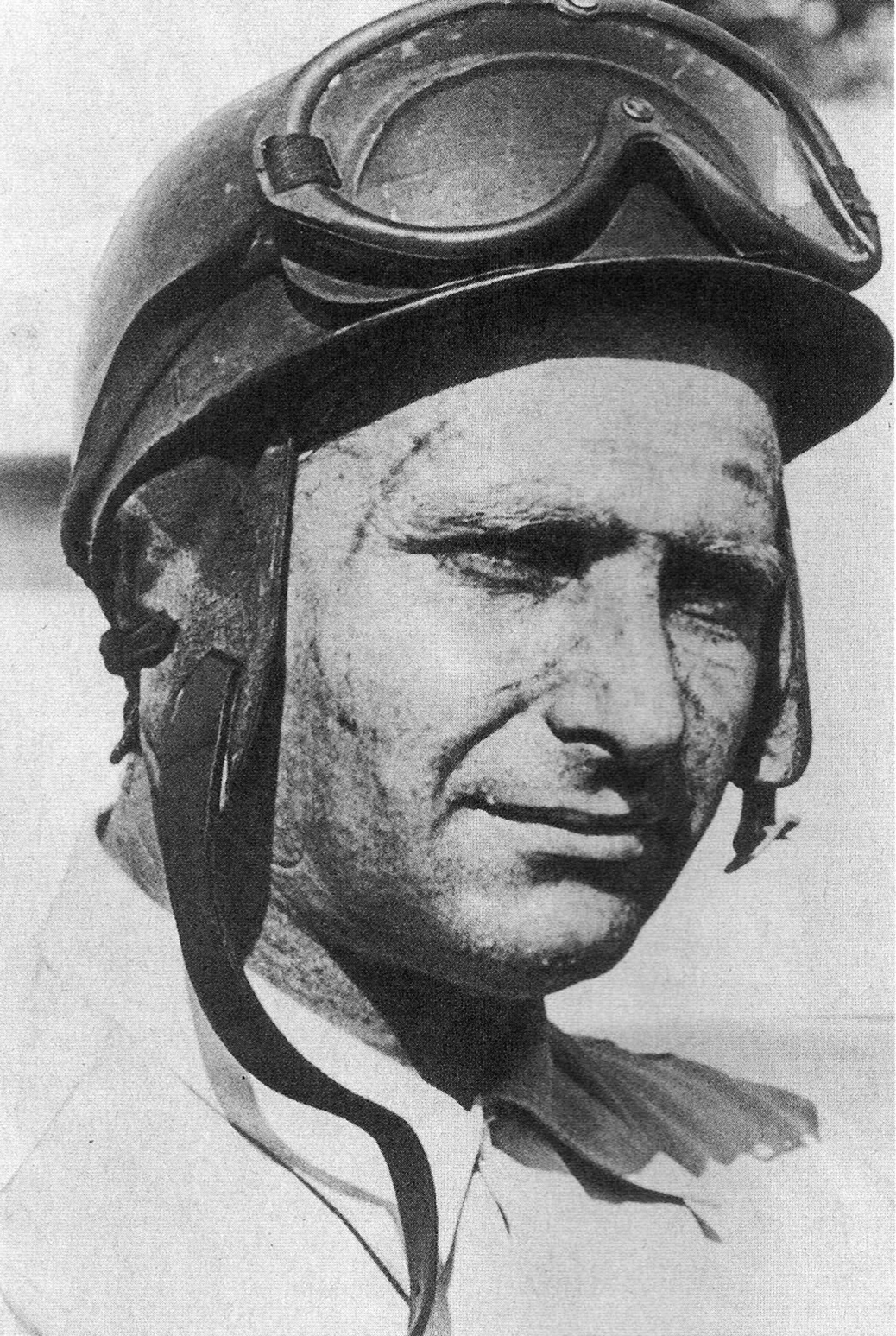
Quatrième titre mondial pour le champion argentin Juan Manuel Fangio

| Pos. | Pilote                 | Écurie       | Points  | ARG | MON | 500 | BEL | FRA | GBR  | ALL | ITA |
| ---- | ---------------------- | ------------ | ------- | --- | --- | --- | --- | --- | ---- | --- | --- |
| 1    | Juan Manuel Fangio     | Ferrari      | 30 (33) | 5*  | 4*  | -   | -   | 4*  | 8    | 9*  | (3) |
| 2    | Stirling Moss          | Maserati     | 27 (28) | -   | 8   | -   | 3*  | 1   | (1*) | 6   | 9*  |
| 3    | Peter Collins          | Ferrari      | 25      | -   | 3   | -   | 8   | 8   | 3    | -   | 3   |
| 4    | Jean Behra             | Maserati     | 22      | 6   | 4   | -   | -   | 4   | 4    | 4   | -   |
| 5    | Pat Flaherty           | Watson       | 8       | -   | -   | 8   | -   | -   | -    | -   | -   |
| 6    | Eugenio Castellotti    | Ferrari      | 7,5     | -   | 1,5 | -   | -   | 6   | -    | -   | -   |
| 7    | Sam Hanks              | Kurtis Kraft | 6       | -   | -   | 6   | -   | -   | -    | -   | -   |
|      | Paul Frère             | Ferrari      | 6       | -   | -   | -   | 6   | -   | -    | -   | -   |
|      | Francisco Godia        | Maserati     | 6       | -   | -   | -   | -   | -   | -    | 3   | 3   |
| 10   | Jack Fairman           | Connaught    | 5       | -   | -   | -   | -   | -   | 3    | -   | 2   |
| 11   | Luigi Musso            | Ferrari      | 4       | 4   | -   | -   | -   | -   | -    | -   | -   |
|      | Mike Hawthorn          | Maserati     | 4       | 4   | -   | -   | -   | -   | -    | -   | -   |
|      | Don Freeland           | Phillips     | 4       | -   | -   | 4   | -   | -   | -    | -   | -   |
|      | Ron Flockhart          | Connaught    | 4       | -   | -   | -   | -   | -   | -    | -   | 4   |
| 15   | Alfonso de Portago     | Ferrari      | 3       | -   | -   | -   | -   | -   | 3    | -   | -   |
|      | Cesare Perdisa         | Maserati     | 3       | -   | -   | -   | 2   | 1   | -    | -   | -   |
|      | Johnnie Parsons        | Kuzma        | 3       | -   | -   | 3   | -   | -   | -    | -   | -   |
|      | Harry Schell           | Vanwall      | 3       | -   | -   | -   | 3   | -   | -    | -   | -   |
| 19   | Olivier Gendebien      | Ferrari      | 2       | 2   | -   | -   | -   | -   | -    | -   | -   |
|      | Hermano da Silva Ramos | Gordini      | 2       | -   | 2   | -   | -   | -   | -    | -   | -   |
|      | Dick Rathmann          | Kurtis Kraft | 2       | -   | -   | 2   | -   | -   | -    | -   | -   |
|      | Luigi Villoresi        | Maserati     | 2       | -   | -   | -   | 2   | -   | -    | -   | -   |
|      | Horace Gould           | Maserati     | 2       | -   | -   | -   | -   | -   | 2    | -   | -   |
|      | Louis Rosier           | Maserati     | 2       | -   | -   | -   | -   | -   | -    | 2   | -   |
| 25   | Chico Landi            | Maserati     | 1,5     | 1,5 | -   | -   | -   | -   | -    | -   | -   |
|      | Gerino Gerini          | Maserati     | 1,5     | 1,5 | -   | -   | -   | -   | -    | -   | -   |
| 27   | Paul Russo             | Kurtis Kraft | 1       | -   | -   | 1*  | -   | -   | -    | -   | -   |

## À noter
- 3e victoire en championnat du monde pour Stirling Moss.
- 5e victoire en championnat du monde pour Maserati en tant que constructeur.
- 5e victoire en championnat du monde pour Maserati en tant que motoriste.
- 1ers points en championnat du monde pour Ron Flockhart.
- 1er Grand Prix de championnat du monde pour Jo Bonnier, Les Leston et Wolfgang von Trips (ce dernier n'a participé qu'aux essais).
- 31e et dernier Grand Prix de championnat du monde pour Luigi Villoresi.
- 28e et dernier Grand Prix de championnat du monde pour Robert Manzon.
- 22e et dernier Grand Prix de championnat du monde pour Toulo de Graffenried.
- 18e et dernier Grand Prix de championnat du monde pour Piero Taruffi.
- 7e et dernier Grand Prix de championnat du monde pour Hermano da Silva Ramos.
- À l'issue de cette course Juan Manuel Fangio est Champion du Monde des pilotes.

- Voitures copilotées :
  - no 26 : Peter Collins (35 tours) et Juan Manuel Fangio (15 tours) qui se partagent les six points de la seconde place.
  - no 22 : Juan Manuel Fangio (30 tours) et Eugenio Castellotti (16 tours).
  - no 46 : Umberto Maglioli (31 tours) et Jean Behra (11 tours).
  - no 34 : Luigi Villoresi (4 tours) et Joakim Bonnier (3 tours).